# 1540.
1540. je peto desetletje v 16. stoletju med letoma 1540 in 1549. 